# Gustav Friedrich Bauer

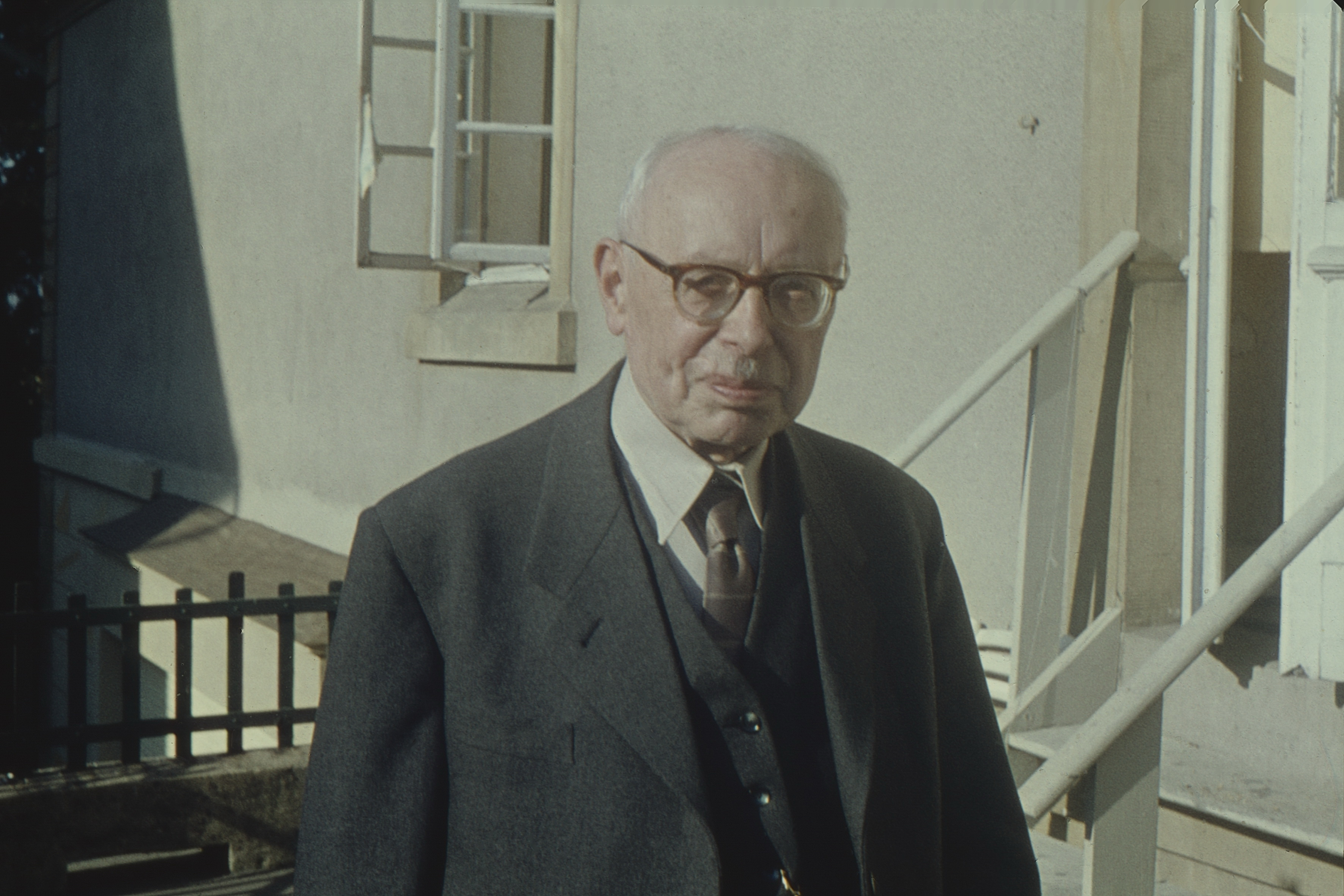
Gustav Bauer, Herbst 1959 in Bad Rothenfelde

Gustav Friedrich Bauer (* 18. Oktober 1881 in Lüttringhausen; † 26. Juli 1968 in Heidelberg) war ein deutscher evangelischer Pfarrer und Historiker.

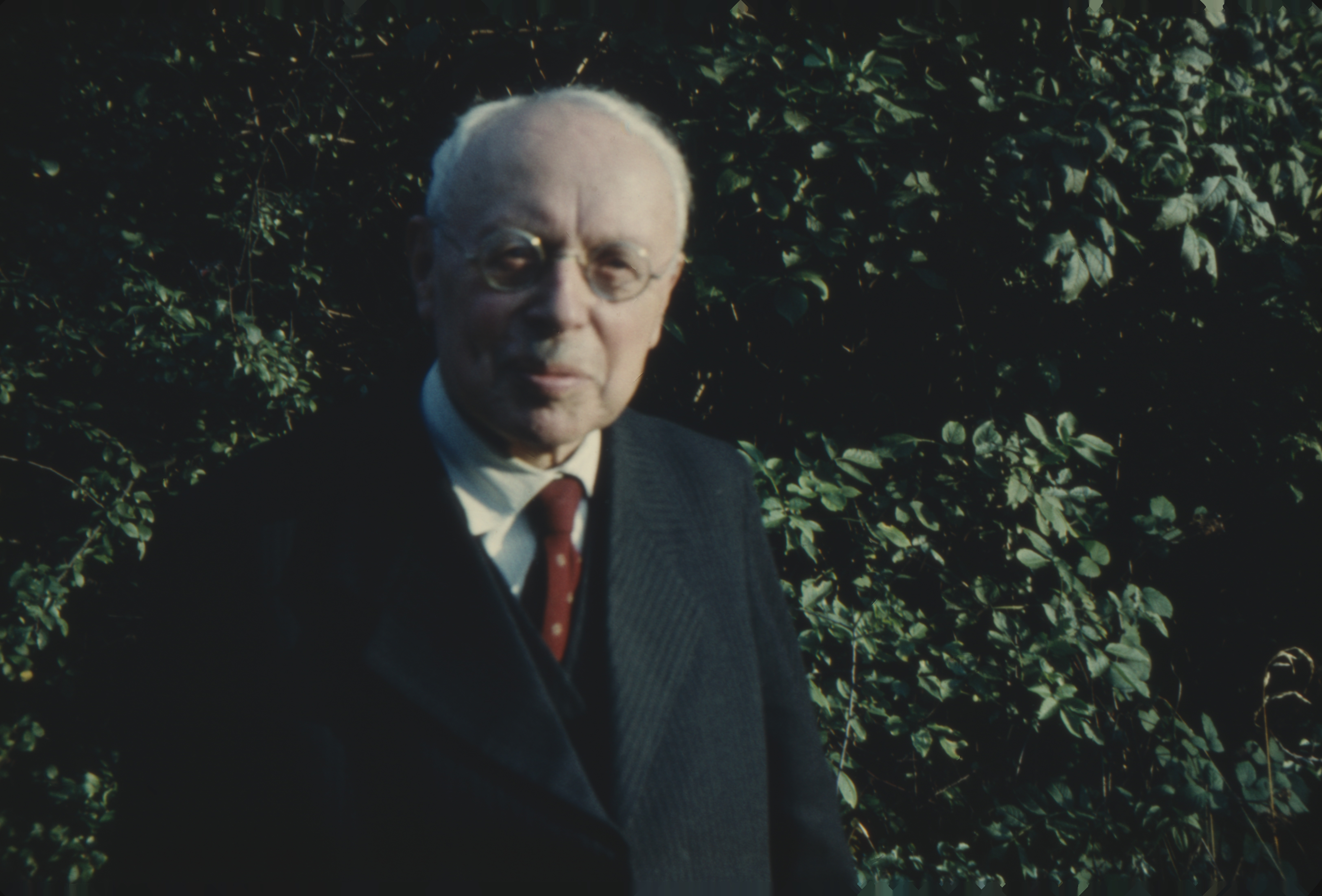
Gustav Bauer, Herbst 1957

## Leben
Gustav Bauer wurde als Sohn des Arztes Eduard Friedrich Bauer (1846–1882) und der Christine Bauer, geb. Bosch, geboren. Er wuchs in Barmen auf, wo er 1902 das Abitur machte. Bis 1905 studierte er in Bonn und Berlin evangelische Theologie und anschließend einige Semester Geschichte und Geographie. Als Student wurde er Mitglied der Burschenschaft Alemannia Bonn. 1906 bestand er in Koblenz das erste theologische Examen. Es schloss sich das Vikariat in Hülsenbusch an. Das zweite theologische Examen absolvierte Bauer im Herbst 1908 wieder in Koblenz. In den Jahren danach war er als Synodalvikar in Gummersbach und als Hilfsprediger in Oberhausen tätig. Am 12. Juli 1910 wurde er in Engelskirchen ordiniert. Vom 10. Dezember 1911 bis zum 30. April 1952 bekleidete er die zweite Pfarrstelle der Evangelischen Kirchengemeinde Bad Laasphe im Kirchenkreis Wittgenstein, wo bereits sein Großvater Georg Bauer von 1836 bis 1890 als Lehrer und Pfarrer gewirkt hatte. Nach seiner Emeritierung 1951 zog Bauer nach Bad Rothenfelde und 1960 zurück nach Laasphe.

## Leistungen
Bauer machte sich als Seelsorger seiner Gemeinde in den schweren Zeiten zweier Weltkriege und der Weltwirtschaftskrise verdient. Darüber hinaus trug sein historisches Interesse an der Region reiche Früchte. Er war verantwortlich für die Pflege der Archive des Kirchenkreises Wittgenstein. Zusammen mit seinen intensiven Recherchen im Fürstlich Sayn-Wittgenstein-Hohensteinischen Archiv auf Schloss Wittgenstein bei Laasphe erwarb sich auf diese Weise umfassende geschichtliche und kirchengeschichtliche Kenntnisse. Zahlreiche Aufsätze legen davon ein bleibendes wertvolles Zeugnis. Im Unterschied zu anderen lokalgeschichtlichen Autoren gelang es Bauer, zwischen 1933 und 1945 in seinen Publikationen sachlich und ideologiefern zu bleiben. Die wichtigste und bis heute nicht überholte Publikation Bauers ist sein 1954 veröffentlichtes Buch zur Reformation in Wittgenstein.
Gustav Bauer zählte 1913 zu den Gründern des Vereins für die Geschichte und Volkskunde Wittgensteins. Nach dem Ersten Weltkrieg hatte er den Vereinsvorsitz bis 1927 inne. Bei der Neugründung des Vereins als Wittgensteiner Heimatverein 1956 wurde Bauer zum Ehrenvorsitzenden gewählt.
Sein Sohn Eberhard Bauer führte die regionalgeschichtliche Arbeit erfolgreich fort.

## Schriften
- Die Reformation in der Grafschaft Wittgenstein und ihre Durchführung bis zum Tode Graf Ludwigs des Älteren. Laasphe 1954.
- Aus einhundert Jahren Geschichte der Kreissynode Wittgenstein 1818–1918. Maschinenschriftlich vervielfältigtes Manuskript.

Zahlreiche Aufsätze Bauers erschienen in Sammelbänden und Dorfchroniken oder auch in Zeitungen und Zeitschriften. Ein vollständiger Nachweis findet sich in der Bibliographie Wittgenstein.